# Censorio Daciano
Censorio Daciano (fl. 337-365) fue un político del Imperio romano, muy influyente durante el reinado del emperador Constancio II (337-361).

## Biografía
Daciano era el hijo de un sirviente de los baños públicos y ascendió en la escala social hasta el puesto de senador en Constantinopla y patricio del Imperio.
Disponía de algunas propiedades en Antioquía, donde erigió unos baños públicos, algunos jardines y varias villas. También intercambió correspondencia con Libanio, del que recibió, entre 355 y 365, 20 cartas que aún se conservan.
Tras servir bajo el emperador Constantino I, llegó a ser uno de los principales consejeros de su hijo Constancio II. Siendo comes en 345, escribió una carta al obispo Atanasio invitándolo a volver a su sede en Alejandría, tras haber sido depuesto por los arrianos. Fue uno de los miembros del tribunal que en 351 sometió a juicio al obispo Fotino de Sirmio en el sínodo de Sirmio. En 354 permitió a Libanio retornar a Antioquía. En 358 ostentó un consulado y todavía era patricius a fecha de 18 de septiembre de dicho año. Tras la muerte de Constancio y la ascensión al poder de Juliano (361-363) perdió influencia.
En 363, ya anciano, se encontraba en Antioquía cuando Juliano falleció. Daciano acompaña al nuevo emperador Joviano a Ancyra, donde pasaron el invierno. Cuando Joviano pereció en febrero de 364, Daciano escribió de Galacia a Nicaea, donde la corte imperial se hallaba reunida, para apoyar la elección de Valentiniano I. Ese mismo mes (febrero de 364), los habitantes de Antioquía incendiaron su casa, y el consejo de la ciudad fue acusado de no hacer nada para combatir las llamas. El pueblo de Antioquía envió una carta a Daciano pidiéndole perdón, mediante la intercesión de Libanio; cuando Daciano les concedió el perdón, los habitantes estaban tan contentos que Libanio, que trajo la noticia, acrecentó su prestigio. Se tiene constancia de que Daciano seguía vivo en 365.